# Blackburnium macleayi
Blackburnium macleayi är en skalbaggsart som beskrevs av Blackburn 1904. Blackburnium macleayi ingår i släktet Blackburnium och familjen Bolboceratidae. Inga underarter finns listade.